# Arje Deri
Arje Deri (hebrejsky אריה דרעי‎, * 17. února 1959 Meknes, Maroko) je izraelský politik, poslanec a člen vedení ortodoxní sefardské strany Šas. Byl ministrem ekonomiky (2015), ministrem rozvoje periferie, Negevu a Galileje (2015–2021), opakovaně ministrem vnitra (1988–1993, 2016–2021 a 2022–2023) a  ministrem zdravotnictví (2022–2023).

## Biografie
V letech 1988 až 1993 zastával funkci izraelského ministra vnitra a během působení v tomto úřadě byl usvědčen z převzetí úplatku ve výši 155 tisíc dolarů. Následně byl odsouzen ke třem letům odnětí svobody a jeho místo ve vedení strany Šas převzal Eli Jišaj. Na základě dobrého chování byl z věznice Ma'asijahu propuštěn po 22 měsících.
V listopadu 2012 se vrátil do vedení strany, a to v triumvirátu s Elim Jišajem a Ari'elem Atiasem, což bylo kritizováno v tisku. V lednu následujícího roku byl v předčasných parlamentních volbách zvolen poslancem Knesetu. V témže roce se stal jediným předsedou strany Šas. Po smrti duchovního vůdce strany Ovadji Josefa se dostával do stále častějších sporů se svým stranickým kolegou Jišajem, které vyvrcholily koncem roku 2014. Jišaj nakonec Šas opustil a založil vlastní stranu ha-Am itanu. O několik dnů později unikla soukromá nahrávka z roku 2008, na níž Ovadja Josef označil Deriho za zloděje a špatného člověka. Podle Josefovy rodiny ji zveřejnil Jišaj v rámci svého boje s Derim, ten ale toto nařčení odmítl. Deri v reakci na nahrávku ještě téhož dne dopisem Radě velkých učenců Tóry rezignoval na svůj post předsedy strany, avšak Rada rezignaci nepřijala. O den později rezignoval na svůj poslanecký mandát.
Mandát poslance za Šas obhájil jako lídr kandidátky ve volbách v roce 2015, a v opakovaných předčasných volbách v roce 2019 a 2020. Od května 2015 zastává ve čtvrté Netanjahuově vládě post ministra rozvoje periferie, Negevu a Galileje..